# Kostel svaté Anny (Budapešť)
Kostel svaté Anny (maďarsky Szent Anna-plébániatemplom) je barokní římskokatolický kostel, který stojí v hlavním městě Maďarska, v Budapešti. Nachází se v lokalitě Víziváros, na náměstí Batthyány tér. Patří mezi charakteristické prvky panoramatu Budína, resp. Budapešti.
Jeho stavbu zahájil stavitel Kristóf Hamon z Budína v roce 1740 a dokončil ji Máté Nöpauer v roce 1761. Kostel se tak již objevuje na všech historických císařských mapách (od prvního vojenského mapování dál. V roce 1763 jej poškodilo zemětřesení. Okolo roku 1950 měl být kostel v souvislosti s přípravnými pracemi na výstavbě metra zbourán, ale nakonec toto rozhodnutí nebylo uskutečněno. V letech 1978 až 1985 prošla budova kompletní rekonstrukcí interiéru a poté v letech 1992 až 1997 kompletní rekonstrukcí exteriéru. Dnes je chrám památkově chráněn.